# Oxandra belizensis
Oxandra belizensis là loài thực vật có hoa thuộc họ Na. Loài này được (Lundell) Lundell mô tả khoa học đầu tiên năm 1974.